# Jelena Olegowna Bowina
Jelena Olegowna Bowina (russisch Елена Олеговна Бовина; * 10. März 1983 in Moskau, Sowjetunion) ist eine ehemalige russische Tennisspielerin.

## Karriere
Jelena Bowina, die 1998 in die Profitour einstieg, gewann 2002 in Warschau und in Québec ihre ersten WTA-Turniere. Ein Jahr später folgte beim WTA-Turnier in New Haven ein weiterer Titelgewinn.
Ihren größten Erfolg feierte sie 2004 bei den Australian Open an der Seite von Nenad Zimonjić, mit dem sie dort den Titel im Mixed gewann.
Ab Oktober 2012 hat Bowina nur noch ein einziges Match (im Oktober 2014) auf der Damentour bestritten. 2013 wurde sie in den Weltranglisten nicht mehr geführt. Ihr bestes Ranking erzielte sie im Einzel und im Doppel jeweils mit Position 14.
Von 2001 bis 2005 absolvierte sie zudem sieben Partien für die russische Fed-Cup-Mannschaft. Sie feierte dabei fünf Siege, davon drei im Einzel. 2005 gehörte sie dem Team an, das den Fed Cup gewann.
Jelena Bowina ist die Tochter des Wasserballspielers Oleg Bowin.

## Turniersiege

### Einzel
| Nr. | Datum              | Turnier    | Kategorie    | Belag             | Finalgegnerin          | Ergebnis         |
| --- | ------------------ | ---------- | ------------ | ----------------- | ---------------------- | ---------------- |
| 1.  | Mai 1998           | El Paso    | ITF $10.000  | Hartplatz         | Diana Ospina           | 3:6, 7:6, 7:6    |
| 2.  | Februar 2000       | Jersey     | ITF $10.000  | Hartplatz (Halle) | Helen Reesby           | 6:2, 6:3         |
| 3.  | Februar 2000       | Birmingham | ITF $10.000  | Hartplatz (Halle) | Anna Saporoschanowa    | 6:1, 6:2         |
| 4.  | Februar 2000       | Redbridge  | ITF $25.000  | Hartplatz (Halle) | Julie Hobbs            | 2:6, 6:0, 6:1    |
| 5.  | 12. Mai 2002       | Warschau   | WTA Tier III | Sand              | Henrieta Nagyová       | 6:3, 6:1         |
| 6.  | 22. September 2002 | Québec     | WTA Tier III | Teppich (Halle)   | Marie-Gaïané Mikaelian | 6:3, 6:4         |
| 7.  | 28. August 2004    | New Haven  | WTA Tier II  | Hartplatz         | Nathalie Dechy         | 6:2, 2:6, 7:5    |
| 8.  | August 2008        | Bronx      | ITF $50.000  | Hartplatz         | Anna-Lena Grönefeld    | 6:3, 7:5         |
| 9.  | März 2009          | Teneriffa  | ITF $25.000  | Hartplatz         | Rebecca Marino         | 6:2, 6:4         |
| 10. | Februar 2010       | Belfort    | ITF $25.000  | Teppich (Halle)   | Romina Oprandi         | 7:63, 5:7, 6:4   |
| 11. | August 2010        | Tallinn    | ITF $25.000  | Hartplatz         | Anne Keothavong        | 6:4, 4:1 Aufgabe |

### Doppel
| Nr. | Datum            | Turnier       | Kategorie    | Belag             | Partnerin             | Finalgegnerinnen                             | Ergebnis         |
| --- | ---------------- | ------------- | ------------ | ----------------- | --------------------- | -------------------------------------------- | ---------------- |
| 1.  | Februar 2000     | Jersey        | ITF $10.000  | Hartplatz (Halle) | Anna Saporoschanowa   | Selima Sfar Joanne Ward                      | 6:3, 6:2         |
| 2.  | Februar 2000     | Birmingham    | ITF $10.000  | Hartplatz (Halle) | Anna Saporoschanowa   | Natalja Jegorowa Jekaterina Syssojewa        | 6:3, 6:4         |
| 3.  | 21. Oktober 2001 | Bratislava    | WTA Tier V   | Hartplatz (Halle) | Dája Bedáňová         | Nathalie Dechy Meilen Tu                     | 6:3, 6:4         |
| 4.  | 28. Oktober 2001 | Luxemburg     | WTA Tier III | Hartplatz (Halle) | Daniela Hantuchová    | Bianka Lamade Patty Schnyder                 | 6:3, 6:3         |
| 5.  | 13. April 2002   | Oeiras        | WTA Tier IV  | Sand              | Zsófia Gubacsi        | Barbara Rittner María Vento-Kabchi           | 6:3, 6:1         |
| 6.  | 19. Oktober 2002 | Zürich        | WTA Tier I   | Hartplatz (Halle) | Justine Henin         | Jelena Dokić Nadja Petrowa                   | 6:2, 7:62        |
| 7.  | 2. Februar 2003  | Tokio         | WTA Tier I   | Teppich (Halle)   | Rennae Stubbs         | Lindsay Davenport Lisa Raymond               | 6:3, 6:4         |
| 8.  | Juni 2009        | Galatina      | ITF $25.000  | Sand              | Regina Kulikowa       | Beatriz García Vidagany María Emilia Salerni | 6:2, 6:1         |
| 9.  | Februar 2010     | Belfort       | ITF $25.000  | Teppich (Halle)   | Irena Pavlovic        | Nikola Hofmanova Karina Pimkina              | 6:2, 2:6, [10:6] |
| 10. | März 2010        | Minsk         | ITF $25.000  | Hartplatz (Halle) | Irena Pavlovic        | Maret Ani Witalija Djatschenko               | 6:0, 6:1         |
| 11. | November 2010    | Minsk         | ITF $25.000  | Hartplatz (Halle) | Jekaterina Bytschkowa | Paula Kania-Choduń Katarzyna Piter           | 6:4, 6:0         |
| 12. | April 2011       | Monzón        | ITF $50.000  | Hartplatz         | Walerija Sawinych     | Margalita Tschachnaschwili Ivana Lisjak      | 6:1, 2:6, [10:4] |
| 13. | Oktober 2011     | Troy          | ITF $50.000  | Hartplatz         | Walerija Sawinych     | Varvara Lepchenko Mashona Washington         | 7:66, 6:3        |
| 14. | April 2012       | Jackson       | ITF $25.000  | Sand              | Tereza Mrdeža         | Mailen Auroux María Irigoyen                 | 6:3, 6:3         |
| 15. | Juni 2012        | Kristinehamn  | ITF $25.000  | Sand              | Walerija Solowjowa    | Viktoryia Kisialeva Ilona Kremen             | 6:2, 6:2         |
| 16. | November 2012    | New Braunfels | ITF $50.000  | Hartplatz         | Mirjana Lučić-Baroni  | Mariana Duque Mariño Adriana Pérez           | 6:3, 4:6, [10:8] |

### Mixed
| Nr. | Datum           | Turnier         | Kategorie  | Belag     | Partner        | Finalgegner                      | Ergebnis  |
| --- | --------------- | --------------- | ---------- | --------- | -------------- | -------------------------------- | --------- |
| 1.  | 1. Februar 2004 | Australian Open | Grand Slam | Hartplatz | Nenad Zimonjić | Martina Navratilova Leander Paes | 6:1, 7:63 |